# ヴィタリー・グロマツキー
ヴィタリー・アレクサンドロヴィチ・グロマツキー（ロシア語: Вита́лий Алекса́ндрович Грома́дский、Vitalii Aleksandrovich Gromadsky, ウクライナ語: Віталій Олександрович Громадський、1928年12月10日 - ）はソビエト連邦のバス歌手。ウクライナに生まれロシアで活躍した。ロシア・ソビエト連邦社会主義共和国功労芸術家（1979年授与）。1964年よりソビエト連邦共産党党員。
1961年、モスクワ音楽院を卒業する。在学中の1960年、ベルリンで開催されたピアニストと歌手のためのローベルト・シューマン国際コンクールに出場し優勝している。1961年から1988年までモスクワ・フィルハーモニー協会のソリストを務めた。
ドミートリイ・ショスタコーヴィチの交響曲第13番『バビ・ヤール』の初演（1962年12月18日）の際の独唱者として広く知られている。当局の圧力により、独唱を依頼したバス歌手に断られ、初演を承諾した歌手も当日のゲネプロに現れず、結局、代役に用意されていたグロマツキーが会場入りできたため、初演者として記録されることとなった。
ショスタコーヴィチ作品では、1964年の『ステパン・ラージンの処刑』でも初演時の独唱を務めているが、この時も交響曲の場合と同様に、予定されていたバス歌手のゲネプロ不参加により初演者となっている。